# Мовознавство
Мовознавство (с укр. — «Языкознание») — научно-теоретический журнал Института языкознания им. А. А. Потебни и Украинского языково-информационного фонда НАН Украины.

## История
Основан в 1967 году. Печатный орган Института языкознания им. А. А. Потебни.
Периодичность — выходит 6 раз в году.
В журнале освещаются проблемы общего, славянского, германского, романского, балтийского, тюркского и финно-угорского языкознания.
Большое место уделяется изучению украинского языка, особенно в аспекте его связей с другими языками. Журнал регулярно анализирует языковую ситуацию на Украине и в различных её регионах. На его страницах регулярно помещаются материалы научных конференций, «круглых столов», дискуссий по актуальным проблемам языкознания, юбилейных мероприятий.
Отдельные тематические выпуски были посвящены выдающимся украинским языковедам (Л. А. Булаховскому, А. С. Мельничуку, В. М. Русановскому и другим). В специальных номерах опубликованы доклады украинских языковедов на Международных съездах славистов.
Журнал знакомит читателей с новыми украинскими и зарубежными лингвистическими изданиями, освещает основные события языковедческого жизни в Украине и за её пределами.